# Kleszczewo (powiat Poznański)
Kleszczewo is een dorp in het Poolse woiwodschap Groot-Polen, in het district Poznański. De plaats maakt deel uit van de gemeente Kleszczewo en telt 430 inwoners.

## Verkeer en vervoer
- Station Kleszczewo Wielkopolskie